# Маргинална особа
Маргинална особа је појединац који се налази на рубу своје културне и социјалне средине. То су особе које се нису у потпуности интегрисале у друштвену заједницу и по својим особинама и обрасцима понашања, одступају од општеприхваћених групних норми, вредности и стандарда. Маргинална особа може бити и она личност која припада двема културним срединама или двема супротстављеним социјалним групама. Такав гранични, маргинални положај појединцу доноси конфликте и тешкоће у формирању идентитета.